# Дом Е. А. Баратынского
Дом Е. А. Баратынского (Усадьба Станкевичей в Вознесенском переулке, Городская усадьба Сумароковых-Энгельгард-Баратынского-Станкевича) — особняк в Пресненском районе Центрального административного округа города Москвы. Здание является объектом культурного наследия федерального значения.

## История
Дом известен с 1716 г., и изначально принадлежал семье поэта А. П. Сумарокова, а во второй половине 19 в. стал принадлежать брату поэта Н. В. Станкевича (А. В. Станкевичу). В 1808 г. дом перешел во владение жены генерал-майора Л. Н. Энгельгардта, который приходился тестем поэту Е. А. Баратынскому. В гостях у последнего в этом доме бывали А. С. Пушкин, Д. В. Давыдов, П. А. Вяземский. Племянница жены А. В. Станкевича была женой микробиолога Г. Н. Габричевского, поэтому их семья жила в доме в начале 20 в. В 1923—1959 годах здесь работал архитектор И. В. Жолтовский. Впоследствии в доме находился читальный зал Московского государственного исторического архива.
В основе дома — белокаменные палаты. Дом неоднократно перестраивался, современный вид дом имеет с 1853 г., эта дата выложена по фасаду дома.